# Lycomorphodes dichroa
Lycomorphodes dichroa är en fjärilsart som beskrevs av Paul Dognin 1912. Lycomorphodes dichroa ingår i släktet Lycomorphodes och familjen björnspinnare. Inga underarter finns listade i Catalogue of Life.